# Tumescență peniană nocturnă
Tumescența peniană nocturnă (abreviat TPN), sau erecția nocturnă, acceași cu erecția matinală sau erecția de dimineață, este un fenomen de erecție spontană a penisului în timpul somnului sau la trezire. Toți bărbații, care nu suferă de disfuncție erectilă fiziologică, au parte de tumescență peniană nocturnă, de obicei de la trei până la cinci ori pe noapte, fiecare durând între 15 și 40 de minute (cu o durată medie de 20 de minute). În mod tipic, tumescența peniană nocturnă are loc în timpul somnului REM. Se crede că tumescența peniană nocturnă contribuie la sănătatea sexuală a bărbaților. Ea nu are legătură cu visele erotice și ejaculările nocturne.
Existența și predictibilitatea tumescenței nocturne este utilizată de medicii specializați pe sănătate sexuală pentru a constata dacă un caz de disfuncție erectilă are cauze psihologice sau fiziologice.
Cauzele apariției TPN nu sunt cunoscute cu exactitate. Bancroft și O'Carroll au înaintat ipoteza că neuronii noradrenergici din locus ceruleus sunt inhibitori ai erecției penile, și că, în timpul somnului REM, sistemul nervos parasimpatic ia fața sistemului nervos simpatic, ceea ce produce stoparea eliminării de noradrenalină și permite testosteronului să joace un rol important în acțiunile excitatoare ale TPN.
Există dovezi că vezica urinară plină complet poate provoca o „erecție reflex” de stimulare a nervilor sacrali (S2-S4) din măduva spinării. În timpul zilei, această stimulare este în mod normal suprimată la adulți de stimuli contradictorii.
Un fenomen similar cu TPN există și la femei – tumescența clitorală nocturnă, în cadrul căruia, în timpul somnului are loc umezirea vaginului.